# Neodon leucurus
Neodon leucurus — вид гризунів родини Cricetidae. Раніше це був єдиний вид у роді Phaiomys, але його перемістили до Neodon у 2016 році. Зустрічається в гірських районах на півночі Індії, Непалу та Китаю. Це рийний гризун і живе невеликими колоніями. Він широко поширений і не стикається з особливою загрозою, тому Міжнародний союз охорони природи оцінив його природоохоронний статус як «найменше занепокоєний».

## Опис
Довжина голови й тулуба становить від 98 до 128 мм, а довжина хвоста — від 26 до 35 мм. Спинне хутро світло-жовтувато-коричневе, низ жовтувато-сірий і є поступовий перехід у місці зустрічі двох кольорів. Верхня поверхня передніх і задніх лап жовтувато-біла, а хвіст одноколірний, жовтувато-коричневий як зверху, так і знизу. Вуха малі й округлі, а кігті довгі, обидва є пристосованими для життя під землею.

## Поведінка
Це денна полівка, яка здебільшого живе під землею, до двадцяти особин живуть колоніально в системі глибоких нір. Він харчується рослинною речовиною і може мати до семи приплодів.